# Платинові руди

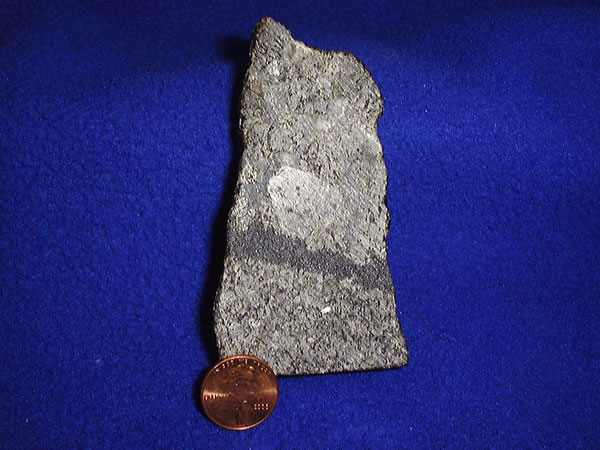
Platinum ore

Пла́тинові ру́ди — природні мінеральні утворення, що містять платинові елементи (Pt, Pd, Ir, Rh, Os, Ru) в таких концентраціях, при яких їх промислове використання технічно можливе і економічно доцільне. Родовища платинових руд бувають корінні і розсипні, а за складом власне платинові і комплексні.

## Загальна характеристика
Основна форма знаходження платинових елементів у руді — їх власні мінерали (відомо більше 100). Частіше за інших зустрічаються: платина залізиста (Pt, Fe), ізофероплатина(Pt3Fe), платина самородна, тетрафероплатина (Pt, Fe), осміридій (Os, Ir), іридосмін (Ir, Os), фрудит (PdBi2), ґеверсит (PtSb2), спериліт, лаурит, холінгуортит (Rh, Pt, Pd, Ir) (AsS)2 і ін. Корінні родовища переважно магматичного походження містять від часток г/т до одиниць кг/т. Розсипи — від десятків мг/м³ до г/м³.
Світові прогнозні ресурси платинових металів оцінюються близько 120 000 т, в тому числі в ПАР 80 000, США — 9300, Зімбабве — 3100, Канаді — 500, Колумбії — 150. Головні видобувні країни США, ПАР, Фінляндія, РФ, Канада, Колумбія. На межі ХХ–XXI ст. спостерігається збільшення промислового попиту на метали платинової групи — паладій, платина, родій, рутеній, що обумовлено, головним чином, їх використанням у виробництві фільтрів-нейтралізаторів вихлопних газів автомобілів.
Значна частина платиноїдів (бл. половини їх виробництва) вилучається при переробці комплексних платиновмісних руд магматичних родовищ сульфідних мідно-нікелевих руд, а також з корінних родовищ платиноїдів і лише незначна частка — з розсипів. У корінних родовищах міститься платиноїдів від 3–5 до 10–15 г/т.

## Промислові родовища металів платинової групи
Промислові родовища металів платинової групи належать до чотирьох різновидів: лікваційних, ранньомагматичних, пізньомагматичних і розсипних.

### Лікваційні родовища
Платиноїди в лікваційних сульфідних мідно-нікелевих родовищах утворюють цінні домішки, що вилучаються при отриманні нікелю і міді. Вміст платиноїдів у рудах цих родовищ змінюється в широких межах. У одних складає соті-десяті грамів на тонну, в інших — одиниці, а в третіх — перші десятки грамів на тонну. Наприклад, у глибоких горизонтах рудника Фруд, родовища Садбері в Канаді їх концентрація досягає 5–20 г/т. Із платиноїдів переважає паладій (65–72 %), далі йде платина (15–25 %), родій (до 10 %), а частка інших елементів вимірюється першими процентами.

### Раньомагматичні родовища
Раньомагматичні родовища пов'язані зазвичай з хромшпінелідами, відомі серед дуніту гіпербазитових серій ранньої стадії геосинклінального розвитку, серед дунітової фракції масивів центрального типу ультраосновних-лужних порід з карбонатитами, серед розшарованих норитів. Але зазвичай вони не досягають промислових кондицій. Винятком є великі родовища платиноїдів Рифу Меренського бушвелдського комплексу ПАР. У нижній частині Рифу Меренського знаходиться пологий рудний прошарок, узгоджений з вмісними породами, що простежується на десятки кілометрів. Руда складена гарцбургітом з ромбічним піроксеном, бітовнітом, біотитом, хромітом, магнетитом, ільменітом, що супроводжуються ділянками вкраплеників піротину, пентландиту, халькопіриту, кубаніту, мілериту, валеріїту, нікелистого піриту. Мінерали платинової групи представлені фероплатиною, брегітом, куперитом, сперилітом, лауритом, бісмутотелуридами платини і паладію; присутнє золото. При вмісті платиноїдів 15–20 г/т вони розподіляються таким чином: платина 60 %, паладій 27 %, рутеній 5 %, родій 2,7 %, іридій 0,7 %, осмій 0,6 %, золото 4 %.

### Пізньомагматичні родовища
Пізньомагматичні родовища платиноїдів пов'язані зі скупченнями хромшпінелідів серед дунітової фракції базитових інтрузивів. У районі Ліденбургу відомі крутоспадні трубоподібні поклади платиноносних дунітів. Вони мають діаметр від 10 до 100 м і прослідковуються до глибини 300 м. Вміст платиноїдів зростає знизу вгору і до центра рудоносних трубок, змінюючись від 2 до 30 г/т, досягає 60 г/т.

### Розсипи
На території країн СНД, США, Колумбії, Зімбабве, Конго, Ефіопії і інших країн відомі елювіальні, делювіальні і алювіальні розсипи платиноїдів. Серед них головне промислове значення мають пізньочетвертинні алювіальні розсипи, що простягаються в долинах рік на декілька, іноді навіть десятки кілометрів.
До складу платиноїдів розсипних родовищ входять поліксен, платина, фероплатина, купроплатина, іридиста платина, нев'янськіт, рутенієвий нев'янськіт, іридисте і платинисте золото. Вміст платиноїдів у алювіальних розсипах змінюється від одиниць міліграмів на кубічний метр до сотень грамів на кубічний метр.

## Постачання платини
Постачання Pt на ринки країн зі сталою ринковою економікою в 1998 р. (в дужках дані за 1997 р.) становило (в т): всього 177,9 (168,3), в тому числі за рахунок видобутку в ПАР 116,3 (115,7); експорту з РФ 32,7 (26,4); вилучення зі скрапу 15,2 (13,7). Споживання Pt відповідно склало (в т): всього 178,2 (174,2), в тому числі: автомобільна промисловість — 57,5 (58,8); ювелірне виробництво — 71,5 (66,9). Постачання Pd на ринки країн зі сталою ринковою економікою в 1998 р. (в дужках дані за 1997 р.) становило (в т): всього 244,9 (236,5), в тому числі за рахунок видобутку в ПАР 57,2 (55,05); імпорту з РФ 158,6 (155,5); вилучення зі скрапу 4,8 (3,9). Споживання відповідно склало (в т): всього 259,7 (245,4), в тому числі в автомобільній промисловості 129,1 (105,4). На початку XXI ст. обсяг виробництва МПГ сягає бл. 370 т (платини — 160 т, паладію — 180 т).